# Fodbold under sommer-OL 2012 (mænd)
Mændenes fodboldturnering under Sommer-OL 2012 blev afholdt i London og fem andre byer i Storbritannien fra d. 26. juli til 11. august. Forbund tilknyttet FIFA blev opfordret til at sende deres mandlige U/23 fodboldlandshold til den regionale kvalificerings-turnering, hvor 15. hold, plus værten Storbritannien kom til finalen. Mændenes hold er forpligtet til spillere under 23 år (født 1. januar 1993 eller efter), dog med et tilladt maksimum på tre spillere, der overstiger aldersgrænsen. Dette er den første internationale FIFA-turnering som blev afholdt i Storbritannien siden VM 1966. Det er også den første mandlige olympiske fodboldturnering, som Storbritannien deltager i siden Sommer-OL 1960 i Rom.
Den olympiske turnering blev vundet af Mexico som besejrede Brasilien i finalen med 2–1.

## Kvalifikation
Alle nationale olympiske komitéer, fik mulighed for at sende et hold til at deltage i fodboldturneringen.
| Kvalifikations-turnering | Forventet dato for afslutning | Spillested1                 | Pladser | Kvalificeret                              |
| ------------------------ | ----------------------------- | --------------------------- | ------- | ----------------------------------------- |
| Værtsnation              | 6. juli, 20052                | —                           | 1       | Storbritannien                            |
| AFC                      | 29. marts, 2012               | Forskellige (ude og hjemme) | 3       | Sydkorea Japan Forenede Arabiske Emirater |
| CAF                      | 10. december, 2011            | Marokko                     | 3       | Gabon Marokko Egypten                     |
| CONCACAF                 | 2. april, 2012                | USA                         | 2       | Mexico Honduras                           |
| CONMEBOL                 | 12. februar, 2011             | Peru                        | 2       | Brasilien Uruguay                         |
| OFC                      | 25. marts, 2012               | New Zealand                 | 1       | New Zealand                               |
| UEFA                     | 25. juni, 2011                | Danmark                     | 3       | Spanien Schweiz Hviderusland              |
| AFC–CAF play-off         | 23. april, 2012               | Coventry, Storbritannien    | 1       | Senegal                                   |
| Total                    |                               |                             | 16      |                                           |

- ↑1 Spillestedet er for finalen.
- ↑2 Den 6. juli, 2005 er dagen hvor London, blev tildelt værtskabet for Sommer-OL 2012.

## Spillesteder
| By                  | Stadion                  | Kapacitet |
| ------------------- | ------------------------ | --------- |
| London              | Wembley Stadium          | 90,000    |
| Manchester          | Old Trafford             | 76,444    |
| Cardiff             | Millennium Stadium       | 74,500    |
| Newcastle upon Tyne | St James' Park           | 52,387    |
| Glasgow             | Hampden Park             | 52,103    |
| Coventry            | City of Coventry Stadium | 33,040    |

## Spillertrupper
I mændenes turnering, skal hver nation have en trup bestående af 18 spillere, hvoraf 15 af dem, skal være født på eller efter den 1. januar, 1989. Minimum to målmænd (plus en ekstra som reserve) skal indgå i truppen.

## Dommere
Den 19. april, afslørede FIFA, hvilke dommere som ville komme til at dømme under OL.
| Forbund  | Dommer           | Assistent                                 |
| -------- | ---------------- | ----------------------------------------- |
| AFC      | Ravshan Irmatov  | Abdukhamidullo Rasulov Bakhadyr Kochkarov |
| AFC      | Yuichi Nishimura | Toru Sagara Toshiyuki Nagi                |
| AFC      | Ben Williams     | Matthew Cream Hakan Anaz                  |
| CAF      | Bakary Gassama   | Jason Damoo Angesom Ogbamariam            |
| CAF      | Slim Jedidi      | Bechir Hassani Sherif Hassan              |
| CONCACAF | Roberto García   | José Luis Camargo Alberto Morín           |
| CONCACAF | Mark Geiger      | Mark Hurd Joe Fletcher                    |
| CONMEBOL | Raúl Orosco      | Efraín Castro Arol Valda                  |
| CONMEBOL | Wilmar Roldán    | Humberto Clavijo Eduardo Díaz             |
| CONMEBOL | Juan Soto        | Jorge Urrego Carlos López                 |

| Forbund | Dommer            | Assistent                                |
| ------- | ----------------- | ---------------------------------------- |
| OFC     | Peter O'Leary     | Jan-Hendrik Hintz Ravenish Kumar         |
| UEFA    | Felix Brych       | Mark Borsch Stefan Lupp                  |
| UEFA    | Mark Clattenburg  | Stephen Child Simon Beck                 |
| UEFA    | Pavel Královec    | Martin Wilczek Antonín Kordula           |
| UEFA    | Svein Oddvar Moen | Kim Haglund Frank Andas                  |
| UEFA    | Gianluca Rocchi   | Elenito di Liberatore Gianluca Cariolato |

## Lodtrækning
Lodtræningen, til turneringen fandt sted den 24. april, 2012. Storbritannien, Mexico, Brasilien og Spanien endte hhv. i gruppe A til D. Puljen var i regional-format, hvor holdene i pulje 1 var fra Europa, pulje 2 fra Sydamerika og Nord-og Mellemamerika, pulje 3 fra Asien og Oceanien, og pulje 4 fra Afrika. De resterende hold blev trukket fra fire puljer, hvor hold fra den samme region, blev holdt adskilt.
| Pulje 1                                                                                     | Pulje 2                                                                           | Pulje 3                                                       | Pulje 4                               |
| ------------------------------------------------------------------------------------------- | --------------------------------------------------------------------------------- | ------------------------------------------------------------- | ------------------------------------- |
| - Storbritannien (overdraget til A1) - Spanien (overdraget til D1) - Schweiz - Hviderusland | - Brasilien (overdraget til C1) - Uruguay - Mexico (overdraget til B1) - Honduras | - Japan - Sydkorea - Forenede Arabiske Emirater - New Zealand | - Egypten - Marokko - Gabon - Senegal |

## Indledende kampe
Gruppevinderne, og andenpladserne vil gå videre til kvartfinalen.
Alle tider er British Summer Time (UTC+1).

### Gruppe A
| Team                       | Pts | Pld | W | D | L | GF | GA | GD |
| -------------------------- | --- | --- | - | - | - | -- | -- | -- |
| Storbritannien             | 3   | 2   | 1 | 0 | 5 | 2  | +3 | 7  |
| Senegal                    | 3   | 1   | 2 | 0 | 4 | 2  | +2 | 5  |
| Forenede Arabiske Emirater | 3   | 1   | 0 | 2 | 2 | 4  | –2 | 3  |
| Uruguay                    | 3   | 0   | 1 | 2 | 3 | 6  | –3 | 1  |

| 26. juli 2012 17:00 |

| Forenede Arabiske Emirater | 1-2    | Uruguay                     |
| -------------------------- | ------ | --------------------------- |
| Matar 23'                  | Report | Ramírez 42' · Lodeiro 56' · |

| Old Trafford, Manchester Tilskuere: 51,745 Dommer: Peter O'Leary (New Zealand) |

| 26. juli 2012 20:00 |

| Storbritannien | 1-1    | Senegal      |
| -------------- | ------ | ------------ |
| Bellamy 20'    | Report | Konaté 82' · |

| Old Trafford, Manchester Tilskuere: 72,176 Dommer: Ravshan Irmatov (Usbekistan) |

| 29. juli 2012 17:00 |

| Senegal        | 2-0    | Uruguay |
| -------------- | ------ | ------- |
| Konaté 10' 37' | Report |         |

| Wembley Stadium, London Tilskuere: 75,093 Dommer: Felix Brych (Tyskland) |

| 29. juli 2012 19:45 |

| Storbritannien                           | 3-1    | Forenede Arabiske Emirater |
| ---------------------------------------- | ------ | -------------------------- |
| Giggs 16' · Sinclair 73' · Sturridge 76' | Report | Eisa 60' ·                 |

| Wembley Stadium, London Tilskuere: 85,137 Dommer: Roberto García (Mexico) |

| 1. august 2012 19:45 |

| Senegal    | 1-1    | Forenede Arabiske Emirater |
| ---------- | ------ | -------------------------- |
| Konaté 49' | Report | Matar 21' ·                |

| City of Coventry Stadium, Coventry Tilskuere: 28,652 Dommer: Svein Oddvar Moen (Norge) |

| 1. august 2012 19:45 |

| Storbritannien  | 1-0    | Uruguay |
| --------------- | ------ | ------- |
| Sturridge 45+1' | Report |         |

| Millennium Stadium, Cardiff Tilskuere: 70,438 Dommer: Yuichi Nishimura (Japan) |

### Gruppe B
| Team     | Pts | Pld | W | D | L | GF | GA | GD |
| -------- | --- | --- | - | - | - | -- | -- | -- |
| Mexico   | 3   | 2   | 1 | 0 | 3 | 0  | +3 | 7  |
| Sydkorea | 3   | 1   | 2 | 0 | 2 | 1  | +1 | 5  |
| Gabon    | 3   | 0   | 2 | 1 | 1 | 3  | −2 | 2  |
| Schweiz  | 3   | 0   | 1 | 2 | 2 | 4  | −2 | 1  |

| 26. juli 2012 14:30 |

| Mexico | 0-0    | Sydkorea |
| ------ | ------ | -------- |
|        | Report |          |

| St James' Park, Newcastle Tilskuere: 15,748 Dommer: Slim Jedidi (Tunesien) |

| 26. juli 2012 17:15 |

| Gabon          | 1-1    | Schweiz                |
| -------------- | ------ | ---------------------- |
| Aubameyang 45' | Report | Mehmedi 5' (straffe) · |

| St James' Park, Newcastle Tilskuere: 15,748 Dommer: Wilmar Roldán (Colombia) |

| 29. juli 2012 14:30 |

| Mexico                         | 2-0    | Gabon |
| ------------------------------ | ------ | ----- |
| dos Santos 63' 90+2' (straffe) | Report |       |

| City of Coventry Stadium, Coventry Tilskuere: 28,171 Dommer: Ben Williams (Australien) |

| 29. juli 2012 17:15 |

| Sydkorea                     | 2-1    | Schweiz        |
| ---------------------------- | ------ | -------------- |
| Chu-Young 57' · Bo-Kyung 64' | Report | Emeghara 60' · |

| City of Coventry Stadium, Coventry Tilskuere: 30,114 Dommer: Raúl Orosco (Bolivia) |

| 1. august 2012 17:00 |

| Mexico      | 1-0    | Schweiz |
| ----------- | ------ | ------- |
| Peralta 69' | Report |         |

| Millennium Stadium, Cardiff Tilskuere: 50,000 Dommer: Ravshan Irmatov (Usbekistan) |

| 1. august 2012 17:00 |

| Sydkorea | 0-0    | Gabon |
| -------- | ------ | ----- |
|          | Report |       |

| Wembley Stadium, London Tilskuere: 76,927 Dommer: Pavel Královec (Tjekkiet) |

### Gruppe C
| Team         | Pts | Pld | W | D | L | GF | GA | GD |
| ------------ | --- | --- | - | - | - | -- | -- | -- |
| Brasilien    | 3   | 3   | 0 | 0 | 9 | 3  | +6 | 9  |
| Egypten      | 3   | 1   | 1 | 1 | 6 | 5  | +1 | 4  |
| Hviderusland | 3   | 1   | 0 | 2 | 3 | 6  | −3 | 3  |
| New Zealand  | 3   | 0   | 1 | 2 | 1 | 5  | −4 | 1  |

| 26. juli 2012 19:45 |

| Hviderusland | 1-0    | New Zealand |
| ------------ | ------ | ----------- |
| Baha 45+1'   | Report |             |

| City of Coventry Stadium, Coventry Tilskuere: 14,457 Dommer: Bakary Gassama (Gambia) |

| 26. juli 2012 19:45 |

| Brasilien                            | 3-2    | Egypten                     |
| ------------------------------------ | ------ | --------------------------- |
| Rafael 16' · Damião 26' · Neymar 30' | Report | Aboutrika 52' · Salah 76' · |

| Millennium Stadium, Cardiff Tilskuere: 26,812 Dommer: Gianluca Rocchi (Italien) |

| 29. juli 2012 15:00 |

| Brasilien                           | 3-4    | Hviderusland |
| ----------------------------------- | ------ | ------------ |
| Pato 15' · Neymar 65' · Oscar 90+3' | Report | Bressan 8' · |

| Old Trafford, Manchester Tilskuere: 66,212 Dommer: Yuichi Nishimura (Japan) |

| 29. juli 2012 00:00 |

| Egypten   | 1-1    | New Zealand |
| --------- | ------ | ----------- |
| Salah 40' | Report | Wood 17' ·  |

| Old Trafford, Manchester Tilskuere: 50,050 Dommer: Mark Clattenburg (England) |

| 1. august 2012 14:30 |

| Brasilien                            | 3-0    | New Zealand |
| ------------------------------------ | ------ | ----------- |
| Danilo 23' · Damião 29' · Sandro 52' | Report |             |

| St James' Park, Newcastle Tilskuere: 25,201 Dommer: Bakary Gassama (Gambia) |

| 1. august 2012 14:30 |

| Egypten                                | 3-1    | Hviderusland   |
| -------------------------------------- | ------ | -------------- |
| Salah 56' · Mohsen 73' · Aboutrika 79' | Report | Varankow 87' · |

| Hampden Park, Glasgow Tilskuere: 8,732 Dommer: Roberto García (Mexico) |

### Gruppe D
| Mata tager en corner i kampen mellem Spanien og Japan |  | Mata tager en corner i kampen mellem Spanien og Japan |
| Mata tager en corner i kampen mellem Spanien og Japan |  | Honduras mod Marokko                                  |

| Team     | Pts | Pld | W | D | L | GF | GA | GD |
| -------- | --- | --- | - | - | - | -- | -- | -- |
| Japan    | 3   | 2   | 1 | 0 | 2 | 0  | +2 | 7  |
| Honduras | 3   | 1   | 2 | 0 | 3 | 2  | +1 | 5  |
| Marokko  | 3   | 0   | 2 | 1 | 2 | 3  | −1 | 2  |
| Spanien  | 3   | 0   | 1 | 2 | 0 | 2  | −2 | 1  |

| 26. juli 2012 00:00 |

| Honduras                    | 2-2    | Marokko                    |
| --------------------------- | ------ | -------------------------- |
| Bengtson 56', 65' (straffe) | Report | Barrada 39' · Labyad 67' · |

| Hampden Park, Glasgow Tilskuere: 23,421 Dommer: Pavel Královec (Tjekkiet) |

| 26. juli 2012 14:45 |

| Spanien | 0-1    | Japan      |
| ------- | ------ | ---------- |
|         | Report | Otsu 34' · |

| Hampden Park, Glasgow Tilskuere: 37,726 Dommer: Mark Geiger (USA) |

| 29. juli 2012 17:00 |

| Japan     | 1-0    | Marokko |
| --------- | ------ | ------- |
| Nagai 84' | Report |         |

| St James' Park, Newcastle Tilskuere: 24,936 Dommer: Svein Oddvar Moen (Norge) |

| 29. juli 2012 19:45 |

| Spanien | 0-1    | Honduras      |
| ------- | ------ | ------------- |
|         | Report | Bengtson 7' · |

| St James' Park, Newcastle Tilskuere: 26,523 Dommer: Juan Soto (Venezuela) |

| 1. august 2012 17:00 |

| Japan | 0-0    | Honduras |
| ----- | ------ | -------- |
|       | Report |          |

| City of Coventry Stadium, Coventry Tilskuere: 25,862 Dommer: Slim Jedidi (Tunesien) |

| 1. august 2012 17:00 |

| Spanien | 0-0    | Marokko |
| ------- | ------ | ------- |
|         | Report |         |

| Old Trafford, Manchester Tilskuere: 35,973 Dommer: Ben Williams (Australien) |

## Knockout-fase
|  | Kvartfinale | Kvartfinale    | Kvartfinale |        |           | Semifinale | Semifinale | Semifinale |                      |                      | Guldmedalje-kampen   | Guldmedalje-kampen   | Guldmedalje-kampen |
|  |             |                |             |        |           |            |            |            |                      |                      |                      |                      |                    |
|  | A1          | Storbritannien | 1 (4)       |        |           |            |            |            |                      |                      |                      |                      |                    |
|  | B2          | Sydkorea (p)   | 1 (5)       |        |           |            |            |            |                      |                      |                      |                      |                    |
|  | B2          | Sydkorea (p)   | 1 (5)       |        | B2        | Sydkorea   | 0          |            |                      |                      |                      |                      |                    |
|  |             |                |             |        | B2        | Sydkorea   | 0          |            |                      |                      |                      |                      |                    |
|  |             | C1             | Brasilien   | 3      |           |            |            |            |                      |                      |                      |                      |                    |
|  | C1          | C1             | Brasilien   | 3      | Brasilien | 3          |            |            |                      |                      |                      |                      |                    |
|  | C1          |                |             |        | Brasilien | 3          |            |            |                      |                      |                      |                      |                    |
|  | D2          | Honduras       | 2           |        |           |            |            |            |                      |                      |                      |                      |                    |
|  |             |                |             |        |           |            |            |            |                      |                      | C1                   | Brasilien            |                    |
|  |             |                | B1          | Mexico |           |            |            |            |                      |                      |                      |                      |                    |
|  | B1          | Mexico (aet)   | 4           |        |           |            |            |            |                      |                      |                      |                      |                    |
|  | A2          | Senegal        | 2           |        |           |            |            |            |                      |                      |                      |                      |                    |
|  | A2          | Senegal        | 2           |        | B1        | Mexico     | 3          |            | Bronzemedalje-kampen | Bronzemedalje-kampen | Bronzemedalje-kampen | Bronzemedalje-kampen |                    |
|  |             |                |             |        | B1        | Mexico     | 3          |            | Bronzemedalje-kampen | Bronzemedalje-kampen | Bronzemedalje-kampen | Bronzemedalje-kampen |                    |
|  |             | D1             | Japan       | 1      |           |            |            |            |                      |                      |                      |                      |                    |
|  | D1          | D1             | Japan       | 1      | Japan     | 3          |            | B2         | Sydkorea             | 2                    |                      |                      |                    |
|  | D1          |                |             |        | Japan     | 3          |            | B2         | Sydkorea             | 2                    |                      |                      |                    |
|  | C2          | Egypten        | 0           |        |           |            |            |            |                      |                      | D1                   | Japan                | 0                  |

### Kvartfinaler
| 4. august 2012 12:00 |

| Japan                              | 3-0    | Egypten |
| ---------------------------------- | ------ | ------- |
| Nagai 14' · Yoshida 78' · Otsu 83' | Report |         |

| Old Trafford, Manchester Tilskuere: 70,772 Dommer: Mark Geiger (USA) |

| 4. august 2012 14:30 |

| Mexico                                                    | 4-2 (a.e.t.) | Senegal                  |
| --------------------------------------------------------- | ------------ | ------------------------ |
| Enríquez 10' · Aquino 62' · dos Santos 98' · Herrera 109' | Report       | Konaté 69' · Baldé 76' · |

| Wembley Stadium, London Tilskuere: 81,855 Dommer: Mark Clattenburg (England) |

| 4. august 2012 17:00 |

| Brasilien                              | 3-2    | Honduras                      |
| -------------------------------------- | ------ | ----------------------------- |
| Damião 38', 60' · Neymar 50' (straffe) | Report | Martínez 12' · Espinoza 48' · |

| St James' Park, Newcastle Tilskuere: 42,166 Dommer: Felix Brych (Tyskland) |

| 4. august 2012 19:30 |

| Storbritannien       | 1-1    | Sydkorea          |
| -------------------- | ------ | ----------------- |
| Ramsey 36' (straffe) | Report | Ji Dong-Won 29' · |

| Millennium Stadium, Cardiff Tilskuere: 70,171 Dommer: Wilmar Roldán (Colombia) |

|                                         |       | Straffesparkskonkurrence                       |  |
| Ramsey Cleverley Dawson Giggs Sturridge | 4 – 5 | Ja-Cheol Sung-Dong Seok-Ho Jong-Woo Sung-Yueng |  |

### Semifinaler
| 7. august 2012 17:00 |

| Mexico                            | 3-1    | Japan      |
| --------------------------------- | ------ | ---------- |
| Fabián 31' · Peralta 65' · Cortés | Report | Ōtsu 12' · |

| Wembley Stadium, London Tilskuere: 82,372 Dommer: Gianluca Rocchi (Italien) |

| 7. august 2012 19:45 |

| Sydkorea | 0-3    | Brasilien                      |
| -------- | ------ | ------------------------------ |
|          | Report | Rômulo 38' · Damião 57', 64' · |

| Old Trafford, Manchester Tilskuere: 69,389 Dommer: Pavel Královec (Tjekkiet) |

### Bronzemedalje-kampen
| 10. august 2012 19:45 |

| Sydkorea                     | 2-0    | Japan |
| ---------------------------- | ------ | ----- |
| Chu-Young 38' · Ja-Cheol 57' | Report |       |

| Millennium Stadium, Cardiff Tilskuere: 56,393 Dommer: Ravshan Irmatov (Usbekistan) |

### Finale
| 11. august 2012 15:00 |

| Brasilien  | 1-2    | Mexico            |
| ---------- | ------ | ----------------- |
| Hulk 90+1' | Report | Peralta 1', 75' · |

| Wembley Stadium, London Tilskuere: 86,162 Dommer: Mark Clattenburg (England) |

## Placeringer
| Plads | Hold                             | Pld | W | D | L | GF | GA | GD | Pts |
| ----- | -------------------------------- | --- | - | - | - | -- | -- | -- | --- |
| 1     | Mexico (MEX)                     | 6   | 5 | 1 | 0 | 12 | 4  | +8 | 16  |
| 2     | Brasilien (BRA)                  | 6   | 5 | 0 | 1 | 16 | 7  | +9 | 15  |
| 3     | Sydkorea (KOR)                   | 6   | 2 | 3 | 1 | 5  | 5  | 0  | 9   |
| 4     | Japan (JPN)                      | 6   | 3 | 1 | 2 | 6  | 5  | +1 | 10  |
| 5     | Storbritannien (GBR)             | 4   | 2 | 2 | 0 | 6  | 3  | +3 | 8   |
| 6     | Senegal (SEN)                    | 4   | 1 | 2 | 1 | 6  | 6  | 0  | 5   |
| 7     | Honduras (HON)                   | 4   | 1 | 2 | 1 | 5  | 5  | 0  | 5   |
| 8     | Egypten (EGY)                    | 4   | 1 | 1 | 2 | 6  | 8  | −2 | 4   |
| 9     | Uruguay (URU)                    | 3   | 1 | 0 | 2 | 2  | 4  | −2 | 3   |
| 10    | Hviderusland (BLR)               | 3   | 1 | 0 | 2 | 3  | 6  | −3 | 3   |
| 11    | Marokko (MAR)                    | 3   | 0 | 2 | 1 | 2  | 3  | −1 | 2   |
| 12    | Gabon (GAB)                      | 3   | 0 | 2 | 1 | 1  | 3  | −2 | 2   |
| 13    | Schweiz (SUI)                    | 3   | 0 | 1 | 2 | 2  | 4  | −2 | 1   |
| 14    | Spanien (ESP)                    | 3   | 0 | 1 | 2 | 0  | 2  | −2 | 1   |
| 15    | Forenede Arabiske Emirater (UAE) | 3   | 0 | 1 | 2 | 3  | 6  | −3 | 1   |
| 16    | New Zealand (NZL)                | 3   | 0 | 1 | 2 | 1  | 5  | −4 | 1   |

## Statistikker

### Målscorer
6 mål
- Leandro Damião

5 mål
- Moussa Konaté

3 mål
| - Neymar - Mohamed Salah | - Jerry Bengtson - Yūki Ōtsu | - Giovani dos Santos |

2 mål
| - Mohamed Aboutrika - Daniel Sturridge | - Kensuke Nagai - Oribe Peralta | - Ismail Matar |

1 mål
| - Dzmitry Baha - Renan Bressan - Andrey Varankow - Danilo - Oscar - Alexandre Pato - Rafael - Rômulo - Sandro - Marwan Mohsen - Pierre-Emerick Aubameyang - Craig Bellamy | - Ryan Giggs - Aaron Ramsey - Scott Sinclair - Roger Espinoza - Mario Martínez - Maya Yoshida - Kim Bo-Kyung - Ji Dong-Won - Park Chu-Young - Javier Aquino - Javier Cortés - Jorge Enríquez | - Marco Fabián - Héctor Herrera - Abdelaziz Barrada - Zakaria Labyad - Chris Wood - Ibrahima Baldé - Innocent Emeghara - Admir Mehmedi - Rashed Eisa - Nicolás Lodeiro - Gastón Ramírez |

### Disciplin
Rødt kort
| - Alex Sandro - Henri Ndong - Saad Samir | - Wilmer Crisanto - Roger Espinoza - Zakarya Bergdich | - Abdoulaye Ba - Iñigo Martínez - Oliver Buff |